# Китайгородская сельская община (Днепропетровская область)
Китайгородская сельская территориальная община (укр. Китайгородська сільська територіальна громада) — входит в состав
Царичанского района
Днепропетровской области
Украины.
Административный центр общины и орган местного самоуправления — Китайгородский сельский совет  находятся в 
с. Китайгород.

## Географическое положение
Китайгородская сельская территориальная община расположена в 0,5 км от районного центра пгт Царичанка, между рекой Орель и границей с Полтавской областью, на противоположном берегу реки от села Могилёв.
Река в этом месте извилистая, образует лиманы, старицы и заболоченные озёра.
По территории общины проходит автомобильная дорога Т-0441.

## История
- 13.07.2017 — создана путем объединения Китайгородского и Рудковского сельских советов[2].

## Населённые пункты общины
- с. Китайгород
- с. Кравцовка
- с. Рыбалки
- с. Рудка
- с. Щербиновка